# Russian Rhapsody
Russian Rhapsody es un cortometraje animado de 1944 dirigido por Bob Clampett, perteneciente a la serie Merrie Melodies de Warner Bros. Ambientado durante la Segunda Guerra Mundial, el corto muestra a Adolf Hitler, quien es derrotado por los Gremlins del Kremlin. Estas palabras simbolizan a la flota aliada de la Unión Soviética.
El título original fue Gremlins from the Kremlin, pero el productor Leon Schlesinger decidió cambiar el título a Russian Rhapsody debido a que Walt Disney tenía sus cortos sobre gremlins de la URSS.

## Trama
Los bombarderos alemanes deciden bombardear a Moscú en la 2.ª Guerra Mundial , Hitler anuncia por via radio un vuelo personal para aterrorizar rusos. En las cercanías a Moscú , Hitler es atacado por gremlins soviéticos tratando de desmantelar el avión y canta We Are Gremlins of the Kremlin a las melodías de Dark Eyes y Song of the Volga Boatmen, un gremlin microscópico desmantela el panel de control con un mazo gigante diciendo Tengo 3 años y medio de edad.
Hitler descubre a los gremlins después de que le dan cuchillazos en las nalgas y trata de atraparlos pero falla en el intento y se asusta con los gremlins sujetando la máscara de José Stalin. A medida que el avión se va cayendo al suelo, Hitler descubre un botón de repoteniación pero cuando casi llega, el avión cae y explota.
La caricatura termina con los gremlins celebrando y Hitler revive en forma de japonés pero un gremlin le mete a mazos al estilo del juego del topo.
- Datos: Q4400537